# Bohuslavice (Trutnov)
Bohuslavice, původně samostatná vesnice, nyní část okresního města Trutnov. Nachází se asi 4,5 km na východ od centra. Prochází tudy železniční trať Jaroměř - Trutnov s již zrušenou železniční zastávkou a silnice I/14. V roce 2009 zde bylo evidováno 63 adres. V roce 2001 zde trvale žilo 239 obyvatel.
Původní celý název obce Bohuslavice nad Úpou jej odlišoval od dalších stejnojmenných obcí v republice a připomínal, že obcí protéká řeka Úpa. Po připojení obce k Trutnovu byl přídomek zrušen podobně jako u nedaleké Lhoty u Trutnova. Jelikož se Bohuslavice nacházejí na nejnižším místě ve městě, byla zde vybudována velká čistírna odpadních vod pro většinu Trutnova a okolí, ale Bohuslavice na ní napojeny nejsou, protože se nachází nad nimi. Kromě čištění splaškové vody byla v Bohuslavicích vybudována i skládka odpadků, ale ani ta nepříznivě neovlivňuje život v obci. Naopak, aby vozidla jedoucí ke skládce neprojížděla kolem domů, byl na okraji zástavby prokopán silniční Bohuslavický tunel. Kromě tohoto tunelu jsou na opačné straně Bohuslavic ještě další tři tunely vedle sebe, protínající stejný kopec. Nahoře ve stráni vede železniční Bohuslavický tunel, nad silnicí štola, kterou vede parovodní potrubí a pod silnicí vodní štola, kudy protéká náhon do adamovské továrny. Dále je v Bohuslavicích továrna na výrobu kožešin KARA a pila. Za zmínku stojí malá kaplička, bývalá obecní škola, či hřbitov. Původní železný most byl v 80. letech 20. stol. zbourán a nahrazen dnešním železobetonovým, obcházejícím střed obce. Na kopci nad Bohuslavicemi se nacházejí Čížkovy kameny.
Spojujícím prvkem v obci je čapí hnízdo na komíně firmy KARA s on-line videokamerou. Obraz z hnízda včetně zrodu a vývoje čapích mláďat je veřejně dostupný a lze jej sledovat v reálném čase. Veřejně dostupné jsou i komentáře a videa ze života bohuslavických čápů.
Bohuslavice leží v katastrálním území Bohuslavice nad Úpou o rozloze 3,73 km2. V katastrálním území Bohuslavice nad Úpou leží i Adamov, který je však nyní už samostatnou částí města Trutnov.